# Pardosa guerechka
Pardosa guerechka är en spindelart som beskrevs av Roewer 1960. Pardosa guerechka ingår i släktet Pardosa och familjen vargspindlar.
Artens utbredningsområde är Afghanistan. Inga underarter finns listade i Catalogue of Life.